# Kirivong Sok Sen Chey
Kirivong Sok Sen Chey – kambodżański klub piłkarski, który swoje mecze rozgrywa na Stadionie Olimpijskim w Phnom Penh. W Cambodia League, najwyższej klasie rozgrywkowej w Kambodży, zadebiutował w sezonie 2008. 
Klub swój największy sukces osiągnął w sezonach 2009 i 2010, kiedy to zajmował 5. miejsce w mistrzostwach Kambodży.

## Sukcesy
- 5. miejsce w mistrzostwach Kambodży: 2009, 2010

## Skład
| Nr | Poz. | Piłkarz        |
| -- | ---- | -------------- |
| 2  | OB   | Chan Dara      |
| 3  | OB   | Touch Sokheang |
| 5  | OB   | Omogiwa Baller |
| 6  | OB   | Ek Vannak      |
| 7  | PO   | Ouk Thoun      |
| 8  | PO   | David Njoku    |
| 12 | OB   | Phan Vanda     |
| 13 | PO   | Ek Sopheap     |
| 14 | OB   | Sam Sotina     |
| 16 | PO   | Heng Kimhong   |
| 17 | OB   | Yem Buthra     |
| 18 | NA   | Nwakuna Friday |

| Nr | Poz. | Piłkarz            |
| -- | ---- | ------------------ |
| 19 | NA   | Hoem Salam         |
| 20 | PO   | Mich Sophasith     |
| 21 | NA   | In Vicheka         |
| 24 | OB   | Keat Yo            |
| 25 | BR   | Kun Thnou          |
| 26 | OB   | Nhim Sovannara     |
| 27 | PO   | Hour Sambo         |
| 29 | PO   | Savoan Ratanakvisa |
| 32 | PO   | Ntim Spirit        |
| 34 | PO   | Phan Bunlong       |
| 36 | BR   | Koem Makara        |
| 38 | OB   | Ouk Vy             |